# Alfonsas Navickas
Alfonsas Navickas (* 4. April 1949 in Šiauliai) ist ein litauischer Politiker.

## Leben
Nach dem Abitur absolvierte er von 1972 bis 1977 das Diplomstudium der Geschichte und Sport am Vilniaus valstybinis pedagoginis institutas. Von 1977 bis 1980 lehrte er am Vilniaus politechnikumas. Von 1980 bis 1984 war er Instruktor der Lietuvos komunistų partija des Lenin-Rajons in Vilnius und von 1984 bis 1990 Direktor der  5. Abendmittelschule Vilnius.
Von 1990 bis 1992 arbeitete er bei ZK der LKP und im Rat der LDDP. Von 1992 bis 1996 war er Mitglied im Seimas, ausgewählt in Mažeikiai.
Er ist verheiratet. Mit Frau Virginija hat er die Tochter Aurelija und den Sohn Vytenis.